# Рийсман, Аугуст Тынисович
А́угуст Ты́нисович Ри́йсман (16 февраля 1890 ‒ 23 апреля 1926) — эстонский учитель, участник революционного движения в Эстонии. Один из нелегальных организаторов, Член ЦК Коммунистической партии Эстонии.

## Биография
Родился в 1890 году в уезде Рапламаа Лифляндской губернии в семье сельскохозяйственного рабочего.
С 1908 года, после окончания педагогических курсов, работал народным учителем в Ревеле и Кодила.
В 1914 году был мобилизован в Русскую императорскую армию.
В начале 1918 года вернулся в Кодила, где снова работал учителем до 1921 года. Был избран председателем уездного союза учителей. Член правления Всеэстонского союза учителей.
Важную роль во вступлении Аугуста Рийсмана на путь революционной борьбы сыграл его брат, рабочий-коммунист Иоханнес Рийсман, член Эстляндского бюро РСДРП(б), в августе 1919 года как председатель профсоюза металлистов был делегатом Первого съезда профсоюзов Эстонии, убит в сентябре 1919 года близ Изборска. Аугуст Рийсман через него познакомился марксистской литературой, вошёл в круг эстонских большевиков, стал участником революционного движения.
Член Коммунистической партии Эстонии с 1920 года.
После поражения советской власти ушёл в подполье. В 1921 году — член Раплаского волостного правления, Харьюского уездного самоуправления.
Нелегально эмигрировал в Советскую Россию.
В 1922‒1925 годах в Ленинграде работал учителем, инспектором эстонской школы, одновременно учился в Ленинградском государственном университете.
В 1925 году был направлен в Эстонию — для воссоздания партии после провала в декабре 1924 года Таллинского вооруженного восстания.
Член ЦК, ответственный организатор Коммунистической партии Эстонии.
Со второй половины 1925 года — нелегальный организатор партии по Таллину и Харьюмааскому уезду — на тот момент партия насчитывала всего около 70 активных членов, не считая политзаключённых. Вёл пропаганду, готовил листовки и организовал их распространение. Устанавливал связи с легальной Эстонской рабочей партией (Eesti Tööliste Partei).
20 апреля 1926 арестован буржуазным правительством Эстонии, решением военно-полевого суда по обвинению в подрыве государственного строя приговорён к расстрелу.
23 апреля 1926 года казнён.